# バハイ暦
バハイ暦（バハイれき、英語: Baháʼí calendar）とは、バハイ信教で使用されている太陽暦である。この暦法は、バブがバーブ教を創始した年の春分、すなわち1844年3月21日を起点として定められた暦を基礎としている。新年はペルシャで伝統的にノウルーズと呼ばれるものに相当し、断食の月の終わり、西暦で言うところの3月21日の近くの春分の日に生じる。コミュニティは各月の初めに、フィーストと呼ばれる会合のために集まる。

## 月と日

### 一日の始まり
バハイ暦において一日は、西暦のように午前0時を以て始まるのではなく、ユダヤ暦（ユダヤ教）やヒジュラ暦（イスラーム）のように日没を以て始まる。したがって、この記事内で示される「対応する西暦上の日付」は、「その前日の日没から当日の日没までの期間」であることを意味する。

### 日数と月数
19日分合わさって一暦月となり、それが19か月分合わさって一暦年となる。ただし、太陽年に合致させるために、4日か5日の追加日（年によって閏日を含む）が含まれる。

### 各日と各月の名称
19の月それぞれには、神の性質を表す名前が与えられている。各月を構成する19の日についてもそれぞれ同じ名称を用いる。
- 第1日／第1月 - バハー（栄光）
- 第2日／第2月 - ジャラール（偉大）
- 第3日／第3月 - ジャマール（美）
- 第4日／第4月 - アザマ（壮大）
- 第5日／第5月 - ヌール（光）
- 第6日／第6月 - ラフマ（慈悲）
- 第7日／第7月 - カリマ（言葉）
- 第8日／第8月 - カマール（完全）
- 第9日／第9月 - アスマー（名称）
- 第10日／第10月 - イッザ（強さ）
- 第11日／第11月 - マシーヤ（意志）
- 第12日／第12月 - イルム（知識）
- 第13日／第13月 - クドラ（力）
- 第14日／第14月 - カウル（言辞）
- 第15日／第15月 - マサーイル（問題）
- 第16日／第16月 - シャラフ（名誉）
- 第17日／第17月 - スルターン（主権）
- 第18日／第18月 - ムルク（王権）
- （追加日）- アヤメ・ハ（ハの日）
- 第19日／第19月[注 1] - アアラー（至高）

## 各月の期間と西暦上の日付

### 2015年3月20日以前
2015年3月20日までは、西暦と完全に同期していたため、西暦上の2月29日の有無によって、アヤメ・ハの日数が定まっていた。
- 第1月：3月21日 - 4月8日
- 第2月：4月9日 - 4月27日
- 第3月：4月28日 - 5月16日
- 第4月：5月17日 - 6月4日
- 第5月：6月5日 - 6月23日
- 第6月：6月24日 - 7月12日
- 第7月：7月13日 - 7月31日
- 第8月：8月1日 - 8月19日
- 第9月：8月20日 - 9月7日
- 第10月：9月8日 - 9月26日
- 第11月：9月27日 - 10月15日
- 第12月：10月16日 - 11月3日
- 第13月：11月4日 - 11月22日
- 第14月：11月23日 - 12月11日
- 第15月：12月12日 - 12月30日
- 第16月：12月31日 - 1月18日
- 第17月：1月19日 - 2月6日
- 第18月：2月7日 - 2月25日
- （追加日）：2月26日 - 3月1日
- 第19月：3月2日 - 3月20日

### 2015年3月21日以降
2015年3月21日からは、万国正義院による事前の決定に基づいて運用されることが、2014年7月10日に発表された。以下に2つの表があるが、1つ目の表は、2015年3月21日（バハイ暦172年の初日）から2065年3月19日（バハイ暦221年の末日）までの期間における「バハイ暦上の第1月1日に対応する西暦上の日付」と「アヤメ・ハの日数」を、2つ目の表は「一定期間内における、バハイ暦上の各月の初日に当たる、西暦上の日付」を示す。なお、バハイ暦の年数に対応するものとして示されている西暦年は、バハイ暦上の第1月1日を含む年のことである。
| 年                                           | バハイ暦                                     | 172      | 173      | 174      | 175      | 176      | 177      | 178      | 179      | 180      | 181      |
| 年                                           | 西暦                                         | 2015     | 2016     | 2017     | 2018     | 2019     | 2020     | 2021     | 2022     | 2023     | 2024     |
| -------------------------------------------- | -------------------------------------------- | -------- | -------- | -------- | -------- | -------- | -------- | -------- | -------- | -------- | -------- |
| バハイ暦上の 第1月1日に対応する 西暦上の日付 | バハイ暦上の 第1月1日に対応する 西暦上の日付 | 3月 21日 | 3月 20日 | 3月 20日 | 3月 21日 | 3月 21日 | 3月 20日 | 3月 20日 | 3月 21日 | 3月 21日 | 3月 20日 |
| アヤメ・ハの日数                             | アヤメ・ハの日数                             | 4        | 4        | 5        | 4        | 4        | 4        | 5        | 4        | 4        | 4        |
| 年                                           | バハイ暦                                     | 182      | 183      | 184      | 185      | 186      | 187      | 188      | 189      | 190      | 191      |
| 年                                           | 西暦                                         | 2025     | 2026     | 2027     | 2028     | 2029     | 2030     | 2031     | 2032     | 2033     | 2034     |
| バハイ暦上の 第1月1日に対応する 西暦上の日付 | バハイ暦上の 第1月1日に対応する 西暦上の日付 | 3月 20日 | 3月 21日 | 3月 21日 | 3月 20日 | 3月 20日 | 3月 20日 | 3月 21日 | 3月 20日 | 3月 20日 | 3月 20日 |
| アヤメ・ハの日数                             | アヤメ・ハの日数                             | 5        | 4        | 4        | 4        | 4        | 5        | 4        | 4        | 4        | 5        |
| 年                                           | バハイ暦                                     | 192      | 193      | 194      | 195      | 196      | 197      | 198      | 199      | 200      | 201      |
| 年                                           | 西暦                                         | 2035     | 2036     | 2037     | 2038     | 2039     | 2040     | 2041     | 2042     | 2043     | 2044     |
| バハイ暦上の 第1月1日に対応する 西暦上の日付 | バハイ暦上の 第1月1日に対応する 西暦上の日付 | 3月 21日 | 3月 20日 | 3月 20日 | 3月 20日 | 3月 21日 | 3月 20日 | 3月 20日 | 3月 20日 | 3月 21日 | 3月 20日 |
| アヤメ・ハの日数                             | アヤメ・ハの日数                             | 4        | 4        | 4        | 5        | 4        | 4        | 4        | 5        | 4        | 4        |
| 年                                           | バハイ暦                                     | 202      | 203      | 204      | 205      | 206      | 207      | 208      | 209      | 210      | 211      |
| 年                                           | 西暦                                         | 2045     | 2046     | 2047     | 2048     | 2049     | 2050     | 2051     | 2052     | 2053     | 2054     |
| バハイ暦上の 第1月1日に対応する 西暦上の日付 | バハイ暦上の 第1月1日に対応する 西暦上の日付 | 3月 20日 | 3月 20日 | 3月 21日 | 3月 20日 | 3月 20日 | 3月 20日 | 3月 21日 | 3月 20日 | 3月 20日 | 3月 20日 |
| アヤメ・ハの日数                             | アヤメ・ハの日数                             | 4        | 5        | 4        | 4        | 4        | 5        | 4        | 4        | 4        | 5        |
| 年                                           | バハイ暦                                     | 212      | 213      | 214      | 215      | 216      | 217      | 218      | 219      | 220      | 221      |
| 年                                           | 西暦                                         | 2055     | 2056     | 2057     | 2058     | 2059     | 2060     | 2061     | 2062     | 2063     | 2064     |
| バハイ暦上の 第1月1日に対応する 西暦上の日付 | バハイ暦上の 第1月1日に対応する 西暦上の日付 | 3月 21日 | 3月 20日 | 3月 20日 | 3月 20日 | 3月 20日 | 3月 20日 | 3月 20日 | 3月 20日 | 3月 20日 | 3月 20日 |
| アヤメ・ハの日数                             | アヤメ・ハの日数                             | 4        | 4        | 4        | 4        | 5        | 4        | 4        | 4        | 5        | 4        |

#### 対照表
| バハイ暦 | 178年          | 179年          | 180年          | 181年          | 182年          |
| -------- | -------------- | -------------- | -------------- | -------------- | -------------- |
| 第1月    | 2021年3月20日  | 2022年3月21日  | 2023年3月21日  | 2024年3月20日  | 2025年3月20日  |
| 第2月    | 2021年4月8日   | 2022年4月9日   | 2023年4月9日   | 2024年4月8日   | 2025年4月8日   |
| 第3月    | 2021年4月27日  | 2022年4月28日  | 2023年4月28日  | 2024年4月27日  | 2025年4月27日  |
| 第4月    | 2021年5月16日  | 2022年5月17日  | 2023年5月17日  | 2024年5月16日  | 2025年5月16日  |
| 第5月    | 2021年6月4日   | 2022年6月5日   | 2023年6月5日   | 2024年6月4日   | 2025年6月4日   |
| 第6月    | 2021年6月23日  | 2022年6月24日  | 2023年6月24日  | 2024年6月23日  | 2025年6月23日  |
| 第7月    | 2021年7月12日  | 2022年7月13日  | 2023年7月13日  | 2024年7月12日  | 2025年7月12日  |
| 第8月    | 2021年7月31日  | 2022年8月1日   | 2023年8月1日   | 2024年7月31日  | 2025年7月31日  |
| 第9月    | 2021年8月19日  | 2022年8月20日  | 2023年8月20日  | 2024年8月19日  | 2025年8月19日  |
| 第10月   | 2021年9月7日   | 2022年9月8日   | 2023年9月8日   | 2024年9月7日   | 2025年9月7日   |
| 第11月   | 2021年9月26日  | 2022年9月27日  | 2023年9月27日  | 2024年9月26日  | 2025年9月26日  |
| 第12月   | 2021年10月15日 | 2022年10月16日 | 2023年10月16日 | 2024年10月15日 | 2025年10月15日 |
| 第13月   | 2021年11月3日  | 2022年11月4日  | 2023年11月4日  | 2024年11月3日  | 2025年11月3日  |
| 第14月   | 2021年11月22日 | 2022年11月23日 | 2023年11月23日 | 2024年11月22日 | 2025年11月22日 |
| 第15月   | 2021年12月11日 | 2022年12月12日 | 2023年12月12日 | 2024年12月11日 | 2025年12月11日 |
| 第16月   | 2021年12月30日 | 2022年12月31日 | 2023年12月31日 | 2024年12月30日 | 2025年12月30日 |
| 第17月   | 2022年1月18日  | 2023年1月19日  | 2024年1月19日  | 2025年1月18日  | 2026年1月18日  |
| 第18月   | 2022年2月6日   | 2023年2月7日   | 2024年2月7日   | 2025年2月6日   | 2026年2月6日   |
| 追加日   | 2022年2月25日  | 2023年2月26日  | 2024年2月26日  | 2025年2月25日  | 2026年2月25日  |
| 第19月   | 2022年3月2日   | 2023年3月2日   | 2024年3月1日   | 2025年3月1日   | 2026年3月2日   |

## 聖日
バハイ暦において11の聖日があり、それらは「バハイ暦上の日付に固定されているもの」と「そうでないもの」とに分けられる。ここでは、前者を固定聖日、後者と移動聖日と呼ぶことにする。

### 2015年3月20日以前
2015年3月20日以前は、11の聖日全てが固定聖日であった。
| 便宜上の 番号 | 聖日                              | バハイ暦  | 西暦対応 | 仕事を 休むべき日 であるか |
| ------------- | --------------------------------- | --------- | -------- | -------------------------- |
| 1             | ノウ・ルーズの祝祭 （バハイ新年） | 第1月1日  | 3月21日  | はい                       |
| 2             | レズワンの祝祭（初日）            | 第2月13日 | 4月21日  | はい                       |
| 3             | レズワンの祝祭（第9日）           | 第3月2日  | 4月29日  | はい                       |
| 4             | レズワンの祝祭（第12日）          | 第3月5日  | 5月2日   | はい                       |
| 5             | バブ宣言日                        | 第4月8日  | 5月23日  | はい                       |
| 6             | バハオラ昇天日                    | 第4月13日 | 5月29日  | はい                       |
| 7             | バブ殉教日                        | 第6月17日 | 7月10日  | はい                       |
| 8             | バブ誕生日                        | 第12月5日 | 10月20日 | はい                       |
| 9             | バハオラ誕生日                    | 第13月9日 | 11月12日 | はい                       |
| 10            | 聖約の日                          | 第14月4日 | 11月26日 | いいえ                     |
| 11            | アブドル・バハ昇天日              | 第14月6日 | 11月28日 | いいえ                     |

### 2015年3月21日以降
2015年3月21日以降は、11の聖日のうち、9つが固定聖日、残りの2つが移動聖日とされることとなった。

#### 固定聖日
9つの固定聖日とは、2015年3月20日以前からあった聖日のうち、「バブ誕生日」と「バハオラ誕生日」を除くものである。
| 便宜上の 番号 | 聖日                              | バハイ暦  | 西暦対応  | 西暦対応  | 仕事を 休むべき日 であるか |
| 便宜上の 番号 | 聖日                              | バハイ暦  | パターンA | パターンB | 仕事を 休むべき日 であるか |
| ------------- | --------------------------------- | --------- | --------- | --------- | -------------------------- |
| 1             | ノウ・ルーズの祝祭 （バハイ新年） | 第1月1日  | 3月20日   | 3月21日   | はい                       |
| 2             | レズワンの祝祭（初日）            | 第2月13日 | 4月20日   | 4月21日   | はい                       |
| 3             | レズワンの祝祭（第9日）           | 第3月2日  | 4月28日   | 4月29日   | はい                       |
| 4             | レズワンの祝祭（第12日）          | 第3月5日  | 5月1日    | 5月2日    | はい                       |
| 5             | バブ宣言日                        | 第4月8日  | 5月22日   | 5月23日   | はい                       |
| 6             | バハオラ昇天日                    | 第4月13日 | 5月28日   | 5月29日   | はい                       |
| 7             | バブ殉教日                        | 第6月17日 | 7月9日    | 7月10日   | はい                       |
| 8             | 聖約の日                          | 第14月4日 | 11月25日  | 11月26日  | いいえ                     |
| 9             | アブドル・バハ昇天日              | 第14月6日 | 11月27日  | 11月28日  | いいえ                     |

#### 移動聖日
2つの移動聖日とは、「バブ誕生日」と「バハオラ誕生日」である。前者は「ノウ・ルーズ後の8回目の新月の発生に次ぐ最初の日」、後者は「その翌日」に祝うものと定められた。以下は、2015年から2064年までの期間に含まれる、移動聖日の具体的な日付を示した表である。なお、両日共に、2015年3月20日以前と同様、仕事を休むべき日とされる。
| 年              | バハイ暦 | 172         | 173         | 174         | 175         | 176         | 177         | 178         | 179         | 180         | 181         |
| 年              | 西暦     | 2015        | 2016        | 2017        | 2018        | 2019        | 2020        | 2021        | 2022        | 2023        | 2024        |
| --------------- | -------- | ----------- | ----------- | ----------- | ----------- | ----------- | ----------- | ----------- | ----------- | ----------- | ----------- |
| バブ 誕生日     | バハイ暦 | 第13月 10日 | 第12月 18日 | 第12月 7日  | 第13月 6日  | 第12月 14日 | 第12月 4日  | 第13月 4日  | 第12月 11日 | 第12月 1日  | 第12月 19日 |
| バブ 誕生日     | 西暦     | 11月 13日   | 11月 1日    | 10月 21日   | 11月 9日    | 10月 29日   | 10月 18日   | 11月 6日    | 10月 26日   | 10月 16日   | 11月 2日    |
| バハオラ 誕生日 | バハイ暦 | 第13月 11日 | 第12月 19日 | 第12月 8日  | 第13月 7日  | 第12月 15日 | 第12月 5日  | 第13月 5日  | 第12月 12日 | 第12月 2日  | 第13月 1日  |
| バハオラ 誕生日 | 西暦     | 11月 14日   | 11月 2日    | 10月 22日   | 11月 10日   | 10月 30日   | 10月 19日   | 11月 7日    | 10月 27日   | 10月 17日   | 11月 3日    |
| 年              | バハイ暦 | 182         | 183         | 184         | 185         | 186         | 187         | 188         | 189         | 190         | 191         |
| 年              | 西暦     | 2025        | 2026        | 2027        | 2028        | 2029        | 2030        | 2031        | 2032        | 2033        | 2034        |
| バブ 誕生日     | バハイ暦 | 第12月 8日  | 第13月 7日  | 第12月 15日 | 第12月 5日  | 第13月 5日  | 第12月 14日 | 第12月 2日  | 第13月 2日  | 第12月 10日 | 第13月 10日 |
| バブ 誕生日     | 西暦     | 10月 22日   | 11月 10日   | 10月 30日   | 10月 19日   | 11月 7日    | 10月 28日   | 10月 17日   | 11月 4日    | 10月 24日   | 11月 12日   |
| バハオラ 誕生日 | バハイ暦 | 第12月 9日  | 第13月 8日  | 第12月 16日 | 第12月 6日  | 第13月 6日  | 第12月 15日 | 第12月 3日  | 第13月 3日  | 第12月 11日 | 第13月 11日 |
| バハオラ 誕生日 | 西暦     | 10月 23日   | 11月 11日   | 10月 31日   | 10月 20日   | 11月 8日    | 10月 29日   | 10月 18日   | 11月 5日    | 10月 25日   | 11月 13日   |
| 年              | バハイ暦 | 192         | 193         | 194         | 195         | 196         | 197         | 198         | 199         | 200         | 201         |
| 年              | 西暦     | 2035        | 2036        | 2037        | 2038        | 2039        | 2040        | 2041        | 2042        | 2043        | 2044        |
| バブ 誕生日     | バハイ暦 | 第12月 17日 | 第12月 6日  | 第13月 6日  | 第12月 15日 | 第12月 4日  | 第13月 4日  | 第12月 12日 | 第12月 1日  | 第12月 19日 | 第12月 8日  |
| バブ 誕生日     | 西暦     | 11月 1日    | 10月 20日   | 11月 8日    | 10月 29日   | 10月 19日   | 11月 6日    | 10月 26日   | 10月 15日   | 11月 3日    | 10月 22日   |
| バハオラ 誕生日 | バハイ暦 | 第12月 18日 | 第12月 7日  | 第13月 7日  | 第12月 16日 | 第12月 5日  | 第13月 5日  | 第12月 13日 | 第12月 2日  | 第13月 1日  | 第12月 9日  |
| バハオラ 誕生日 | 西暦     | 11月 2日    | 10月 21日   | 11月 9日    | 10月 30日   | 10月 20日   | 11月 7日    | 10月 27日   | 10月 16日   | 11月 4日    | 10月 23日   |
| 年              | バハイ暦 | 202         | 203         | 204         | 205         | 206         | 207         | 208         | 209         | 210         | 211         |
| 年              | 西暦     | 2045        | 2046        | 2047        | 2048        | 2049        | 2050        | 2051        | 2052        | 2053        | 2054        |
| バブ 誕生日     | バハイ暦 | 第13月 8日  | 第12月 16日 | 第12月 5日  | 第13月 5日  | 第12月 14日 | 第12月 3日  | 第13月 2日  | 第12月 10日 | 第13月 9日  | 第12月 18日 |
| バブ 誕生日     | 西暦     | 11月 10日   | 10月 30日   | 10月 20日   | 11月 7日    | 10月 28日   | 10月 17日   | 11月 5日    | 10月 24日   | 11月 11日   | 11月 1日    |
| バハオラ 誕生日 | バハイ暦 | 第13月 9日  | 第12月 17日 | 第12月 6日  | 第13月 6日  | 第12月 15日 | 第12月 4日  | 第13月 3日  | 第12月 11日 | 第13月 10日 | 第12月 19日 |
| バハオラ 誕生日 | 西暦     | 11月 11日   | 10月 31日   | 10月 21日   | 11月 8日    | 10月 29日   | 10月 18日   | 11月 6日    | 10月 25日   | 11月 12日   | 11月 2日    |
| 年              | バハイ暦 | 212         | 213         | 214         | 215         | 216         | 217         | 218         | 219         | 220         | 221         |
| 年              | 西暦     | 2055        | 2056        | 2057        | 2058        | 2059        | 2060        | 2061        | 2062        | 2063        | 2064        |
| バブ 誕生日     | バハイ暦 | 第12月 6日  | 第13月 6日  | 第12月 15日 | 第12月 4日  | 第13月 4日  | 第12月 11日 | 第11月 19日 | 第12月 19日 | 第12月 9日  | 第13月 8日  |
| バブ 誕生日     | 西暦     | 10月 21日   | 11月 8日    | 10月 29日   | 10月 18日   | 11月 6日    | 10月 25日   | 10月 14日   | 11月 2日    | 10月 23日   | 11月 10日   |
| バハオラ 誕生日 | バハイ暦 | 第12月 7日  | 第13月 7日  | 第12月 16日 | 第12月 5日  | 第13月 5日  | 第12月 12日 | 第12月 1日  | 第13月 1日  | 第12月 10日 | 第13月 9日  |
| バハオラ 誕生日 | 西暦     | 10月 22日   | 11月 9日    | 10月 30日   | 10月 19日   | 11月 7日    | 10月 26日   | 10月 15日   | 11月 3日    | 10月 24日   | 11月 11日   |

## 曜日
バハイ暦の週の初めは土曜日に始まり金曜日に終わる。
バハイ信教の聖典では金曜日が休日として維持されることになっているが、全ての国でそれが守られているわけではない。例えば、イギリスの全国精神行政会では、現在これを実行しないことが決定された。
- 土曜日 - ジャラール（偉大さ）
- 日曜日 - ジャマール（美）
- 月曜日 - カマール（完全）
- 火曜日 - ファザール（優美）
- 水曜日 - イダール（正義）
- 木曜日 - イスティジュラール（威厳）
- 金曜日 - イスティクラール（独立）

## 周期
バハイ暦では、19年をワーヒド（アラビア語「一つ」）と呼ぶ一周期とし、それが19回繰り返された期間を大周期として、クッリ・シャイ（アラビア語「すべてのもの」）と呼ぶ。これらの単位はバブによって定められた。各ワーヒドにもそれぞれ名称がある（下記参照）。
2021年現在は2015年から2033年までの第十ワーヒド「フッブ」（アラビア語「愛」）の間にあり、第二のクッリ・シャイは2205年に始まる。

### ワーヒド
19のワーヒドの各名称とその意味は、以下の通りである。なお、期間には第一クッリ・シャイのものを挙げており、対応する西暦年として示されたものは、バハイ暦上の第1月1日を含む年のことである。
| ワーヒド     | 名称       | 意味       | 期間          | 期間            |
| ワーヒド     | 名称       | 意味       | バハーイー暦  | 西暦            |
| ------------ | ---------- | ---------- | ------------- | --------------- |
| 第1ワーヒド  | アリフ     | （文字名） | 1年 - 19年    | 1844年 - 1862年 |
| 第2ワーヒド  | バー       | （文字名） | 20年 - 38年   | 1863年 - 1881年 |
| 第3ワーヒド  | アブ       | 父         | 39年 - 57年   | 1882年 - 1900年 |
| 第4ワーヒド  | ダール     | （文字名） | 58年 - 76年   | 1901年 - 1919年 |
| 第5ワーヒド  | バーブ     | 門         | 77年 - 95年   | 1920年 - 1938年 |
| 第6ワーヒド  | ワーウ     | （文字名） | 96年 - 114年  | 1939年 - 1957年 |
| 第7ワーヒド  | アバド     | 永遠       | 115年 - 133年 | 1958年 - 1976年 |
| 第8ワーヒド  | ジャード   | 寛大       | 134年 - 152年 | 1977年 - 1995年 |
| 第9ワーヒド  | バハー     | 栄光       | 153年 - 171年 | 1996年 - 2014年 |
| 第10ワーヒド | フッブ     | 愛         | 172年 - 190年 | 2015年 - 2033年 |
| 第11ワーヒド | バッハージ | 愉快       | 191年 - 209年 | 2034年 - 2052年 |
| 第12ワーヒド | ジャワーブ | 答え       | 210年 - 228年 | 2053年 - 2071年 |
| 第13ワーヒド | アハド     | 唯一       | 229年 - 247年 | 2072年 - 2090年 |
| 第14ワーヒド | ワッハーブ | 潤沢       | 248年 - 266年 | 2091年 - 2109年 |
| 第15ワーヒド | ウィダード | 慈愛       | 267年 - 285年 | 2110年 - 2128年 |
| 第16ワーヒド | バディー   | 始まり     | 286年 - 304年 | 2129年 - 2147年 |
| 第17ワーヒド | バヒー     | 明るい     | 305年 - 323年 | 2148年 - 2166年 |
| 第18ワーヒド | アブハー   | 最も明るい | 324年 - 342年 | 2167年 - 2185年 |
| 第19ワーヒド | ワーヒド   | 単一       | 343年 - 361年 | 2186年 - 2204年 |